# Familles d'Armagnac
Les familles d'Armagnac sont des familles portant le nom « d'Armagnac », dont l'une est subsistante en 2024.

## Maison d'Armagnac (Gascogne)
La maison d'Armagnac est une grande famille féodale française, originaire de Gascogne, aux XIVe siècle et XVe siècle, éteinte en 1585.

## Famille d'Armagnac de Castanet (Rouergue et Quercy)
La famille d'Armagnac de Castanet est une famille de la noblesse française subsistante, originaire du Rouergue.

## Famille d'Armagnac de Termes (Gascogne)
La famille d'Armagnac de Termes, originaire de Termes-d'Armagnac (Gers), s'est fondue à l'issue du Moyen Âge dans la famille de Vilhères, par le mariage en 1501 d'Anne d'Armagnac de Termes, dernière représentante de sa famille, avec Jean de Vilhères, seigneur de Camicas.

Leur descendance reprit le nom d'Armagnac jusqu'à son extinction à son tour au XVIIe siècle.

## Famille d'Armagnac (Poitou)
La famille d'Armagnac est une famille du Poitou, éteinte au XVIIIe siècle.

## Famille Darmagnac devenue d'Armagnac (Toulouse)
La famille Darmagnac, originaire de Toulouse, se fait appeler d'Armagnac au XIXe siècle et s'éteint en 1914.
- Pierre Darmagnac
  - Jean-Claude-Toussaint Darmagnac, né le 1er novembre 1766 à Toulouse, général de division, grand officier de la Légion d'honneur, commandeur de Saint-Louis, fut titré baron en 1810 sous le Premier Empire et reçut le titre de vicomte héréditaire en 1823, meurt en 1855[2],[3]
    - Napoléon-Alexandre Darmagnac (1794-1876), vicomte d'Armagnac[2]
      - Ibrahim-Gaston d'Armagnac, vicomte d'Armagnac, né en 1843, général de brigade, officier de la Légion d'honneur[2]

## Famille Delcer de Puymège
La famille Delcer de Puymège est une famille bourgeoisie française qui, selon Philippe du Puy de Clinchamps, a revendiqué au XXe siècle être issue de la maison d'Armagnac sans toutefois apporter de preuves et a cherché à se faire appeler d'Armagnac del Cer de Puymège.

## Pour approfondir